# 恩怨情天
《恩怨情天》（Cal）是帕特·歐康納於1984年執導的一部愛爾蘭劇情片，由約翰·林奇和海倫·美蘭。本片乃根據Bernard MacLaverty所著作的同名小說拍攝。 本片入選1984年坎城影展，女主角海倫·美蘭也在此獲得最佳女演员奖。

## 回響
截至2011年3月16日，爛番茄評論上對這部影片的正面回饋為91%。

## 外部連結
- 互联网电影数据库（IMDb）上《Cal》的资料（英文）
- AllMovie上《Cal》的资料（英文）
- Movie trailer （页面存档备份，存于）

Template:Pat O'Connor